# Герб Амурської області

Герб Амурської області

Герб Амурської області — символ Амурської області. Прийнято 26 квітня 1999 року.

## Опис
Герб Амурської області являє собою історичний герб Амурської області (і міста Благовєщенська), затверджений 5 липня 1878 року. Геральдичний опис герба говорить: «У зеленому щиті срібний хвилеподібний пояс, супроводжуваний на чолі щита трьома золотими восьмипромінними зірками. Щит увінчаний древньою короною й оточений золотими дубовими листами, перевитими червоною стрічкою».
Восьмипромінні зірки, як зірки взагалі, — найдавніші символи вічності, високих прагнень, ідеалів. Загальне число променів на трьох зірках відповідало кількості повітів (повіт — адміністративно-територіальна одиниця, частина губернії, області, що нараховувала 20 — 30 тисяч ревізьких душ) області. Правда, у сучасній Амурській області 20 районів. Обрамлення з дубових листів підкреслює не тільки силу, міцність, але й означає, що дубняк удосталь виростає на амурських сопках. Зелений — колір життя, надії, здоров'я нагадує, що область у своїй основі має саме такий колір — лісу займають 65 відсотків її території.